# Szert Sándor Emléktorna (2009)
2009-ben rendezték a 33.Szert Sándor Kosárlabda Emléktornát

## Eredmények
| Ford. | Dátum       | Hazai                        | Vendég                       | Eredmény | Eredmény |
| ----- | ----------- | ---------------------------- | ---------------------------- | -------- | -------- |
| 1.    | 2009.09.18. | BK 04 AC LB Spisská Nová Ves | BKM Banská Bystrica          | 70       | 65       |
| 2.    | 2009.09.18. | Salgótarjáni KSE             | Zob Ahan Esfahan             | 84       | 76       |
| 3.    | 2009.09.19. | Zob Ahan Esfahan             | BK 04 AC LB Spisská Nová Ves | 68       | 95       |
| 4.    | 2009.09.19. | BKM Banská Bystrica          | Salgótarjáni KSE             | 88       | 77       |
| 5.    | 2009.09.20. | Zob Ahan Esfahan             | BKM Banská Bystrica          | 86       | 77       |
| 6.    | 2009.09.20. | Salgótarjáni KSE             | BK 04 AC LB Spisská Nová Ves | 89       | 91       |

## Végeredmény
| Helyezés | Klub                         |
| -------- | ---------------------------- |
| 1. hely  | BK 04 AC LB Spisská Nová Ves |
| 2. hely  | BKM Banská Bystrica          |
| 3. hely  | Zob Ahan Esfahan             |
| 4. hely  | Salgótarjáni KSE             |